# Капань
Капань (рос. Капань) — село в Одинцовському районі Московської області Російської Федерації.

## Розташування
Село Капань входить до складу міського поселення Кубинка, воно розташовано на березі річки Капанки, поруч з Можайским шосе Найближчий населений пункт Дубки.

## Населення
Станом на 2006 рік у селі проживало 20 осіб.